# Beuningen
Beuningen é um município dos Países Baixos, situado na província da Guéldria. Tem 47,09 km² de área e sua população em 2020 foi estimada em 26.054 habitantes.